# Самохин, Павел Александрович
Па́вел Алекса́ндрович Само́хин (1911—1971) — участник Великой Отечественной войны, командир роты 50-го гвардейского стрелкового полка (15-я гвардейская стрелковая дивизия, 37-я армия, 3-й Украинский фронт), гвардии лейтенант. Герой Советского Союза.

## Биография
Родился 24 декабря 1911 года в станице Баклановская области Войска Донского (ныне Дубовский район Ростовской области).
19 апреля 1944 года стрелковая рота под командованием гвардии лейтенанта Самохина захватила плацдарм на правом берегу Днестра в районе села Варница (Молдавия). В бою за расширение плацдарма было отбито три контратаки противника. Было уничтожено более 60 гитлеровцев и несколько танков, при этом советские воины удерживали захваченный плацдарм. Из всей роты остались 4 бойца, которые вместе со своим командиром продолжали сражаться, удерживая занимаемый рубеж.
С 1946 года капитан Самохин — в запасе. Жил и работал в Ростове-на-Дону.
Умер 15 декабря 1971 года, похоронен в городе Ростов-на-Дону.

## Награды
- Звание Героя Советского Союза присвоено 13 сентября 1944 года.
- Награждён орденами Ленина, Отечественной войны 1-й степени, Красной Звезды и медалями.